# 和歌山大学经济短期大学部
和歌山大学经济短期大学部（日语：／ Wakayama Daigaku Keizai Tanki Daigakubu *），简称和大经短或经短，是过去一所位于日本和歌山县和歌山市的国立短期大学。

## 概要

### 简介
- 和歌山大学成立于1949年[1]、短期大学成立于1954年由和歌山大学[1]。招生到1992年[1]、停办于1996年[2]。即现在的和歌山大学经济系第二部。

### 历史
- 1954年 和歌山大学经济短期大学部成立并同时设置经营学科[1]。
- 1992年 招生最后[1]。
- 1996年 今年9月30日停办[2]。

## 学校环境
- 校区：在了和歌山县和歌山市

## 历任校长
- 糸鱼川祐三郎：第一代短期大学校长[3]。
- 浅野敞：最后短期大学校长[4]。

## 组织

### 学科
- 经营学科

### 专科
| - 没有 |

### 业余课程
| - 没有 |

## 相关链接
- 日本短期大学列表
- 和歌山大学